# The Lost Tapes
Albums de Nas
Stillmatic
(2001) God's Son
(2002)
The Lost Tapes est une compilation de Nas, sortie le 24 septembre 2002.
Publiée après son cinquième album studio Stillmatic, elle regroupe des morceaux enregistrés entre 1998 et 2001 mais qui n'ont pas été retenus sur les versions finales de ses albums, certaines auraient dû être sur l'album I Am..., qui à l'origine devait être un double album mais face au piratage de celui-ci, elles ont finalement été retirées. D'autres titres sont des singles underground et des titres enregistrés durant la préparation de l'album Stillmatic.
Étant donné qu'I Am... devait être un album autobiographique, The Lost Tapes contient un certain nombre de morceaux très personnels, comme Poppa Was a Playa, dans lequel Nas raconte ses souvenirs d'enfance concernant son père Olu Dara. Dans la chanson cachée, Fetus, Nas imagine son expérience dans le ventre de sa mère juste avant sa naissance.
Ainsi The Lost Tapes, avec Stillmatic, sont vus comme les albums qui ont permis au rappeur de retrouver sa « street credibility » qu'il semblait avoir perdue depuis quelques années.
The Lost Tapes a reçu un excellent accueil par les critiques, considéré même comme un de ses meilleurs albums à sa sortie, certains le considèrent comme un album à part entière.

## Réception
The Lost Tapes a reçu globalement des avis positifs de la part des critiques musicales. Sur Metacritic, il reçoit une note moyenne de 81/100, pour 12 critiques recensées.
Dans le magazine Entertainment Weekly, Craig Seymour décrit un album « courageux, plein d'espoir, avec de vraies réflexions ». Ken Capobianco du Boston Globe dit que ces chansons non utilisées pour ses albums précédents montrent que Nas était plein de promesses très tôt dans sa carrière. Chris Conti du Boston Phoenix pense que The Lost Tapes est le projet le plus impressionnant de Nas depuis Illmatic. Nathan Rabin, du A.V. Club, écrit que c'est un  véritable tour de force qui confirme les espoirs placés en Nas. David Samuels du magazine Slate décrit cet album très attendu de « quasi-légendaire ».
Dans Spin, Chris Ryan remarque que c'est un disque « brutal, honnête et très chargé politiquement », qui est une sorte d'équivalent hip-hop de The Basement Tapes de Bob Dylan. Marc L. Hill de PopMatters pense que The Lost Tapes est un album que tout fan de rap doit avoir dans sa collection;
Brett Berliner de Stylus Magazine pense que les paroles et la production sont exceptionnels, mais trouve que les chansons ne sont pas si bonnes, que l'ensemble « ne fait pas un vrai album, plus une belle mixtape ». Robert Christgau de The Village Voice donne à The Lost Tapes la note de B+ ce qui souligne un bon album mais imparfait. Rashaun Hall de Billboard écrit que même si la production de certains titres semble datée, les paroles de Nas sont toujours aussi claires et vives.

## Liste des titres
| No  | Titre                                                      | Auteur                                                           | Contient un (des) sample(s) de                                                           | Durée |
| --- | ---------------------------------------------------------- | ---------------------------------------------------------------- | ---------------------------------------------------------------------------------------- | ----- |
| 1.  | Doo Rags (Produit par Precision)                           | Nasir Jones, Larry Gates, Michelle Lynn Bell                     |                                                                                          | 4:03  |
| 2.  | My Way (Produit par The Alchemist)                         | Jones, Alan Maman                                                | Just a Little Bit du Larry Page Orchestra                                                | 3:55  |
| 3.  | U Gotta Love It (Produit par L.E.S.)                       | Jones, Leshan Lewis, Carlos Wilson, Louis Wilson, Ricardo Wilson | Love Song de Mandrill Affirmative Action de Nas featuring AZ, Cormega et Foxy Brown      | 3:18  |
| 4.  | Nothing Lasts Forever (Produit par L.E.S.)                 | Jones, Lewis                                                     | Say You Love Me de D. J. Rogers                                                          | 3:52  |
| 5.  | No Idea's Original (Produit par The Alchemist)             | Jones, Maman, Barry White                                        | I'm Gonna Love You Just a Little More Baby des Cecil Holmes Soulful Sounds               | 3:04  |
| 6.  | Blaze a 50 (Produit par L.E.S. et Trackmasters)            | Jones, L.E.S., Jean-Claude Olivier, Samuel Barnes                |                                                                                          | 2:49  |
| 7.  | Everybody's Crazy (Produit par Rockwilder)                 | Jones, Dana Stinson                                              |                                                                                          | 3:35  |
| 8.  | Purple (Produit par Hill, Inc.)                            | Jones, Tommie Spearman                                           |                                                                                          | 3:39  |
| 9.  | Drunk by Myself (Produit par Al West et Trackmasters)      | Jones, Al West, Barnes, Oliver                                   | Cristo Redentor de Harvey Mandel                                                         | 4:03  |
| 10. | Black Zombie (Produit par Hill, Inc.)                      | Jones, Spearman                                                  | Don't Let Me Be Misunderstood de Nina Simone                                             | 3:35  |
| 11. | Poppa Was a Playa (Produit par Deric « D-Dot » Angelettie) | Jones, Deric Angelettie, Allan Wayne Felder, Norman Ray Harris   | The Newness Is Gone d'Eddie Kendricks Bump N' Grind (Old School Mix) de R. Kelly         | 7:09  |
| 12. | Fetus (Produit par Trackmasters)                           | Jones                                                            | Stronger Than Us (Orch.) (Plus fort que nous) de Francis Lai One Time 4 Your Mind de Nas | 3:20  |

| 13. | It Ain't Hard to Tell (Large Professor Remix) (Produit par Large Professor)                         | Highleigh Crizoe, Jones, William Paul Mitchell                                 |  | 2:51 |
| 14. | Affirmative Action (Remix) (featuring Foxy Brown et AZ – Produit par Dave Atkinson et Trackmasters) | Dave Atkinson, Barnes, Anthony Cruz, Jones, Inga Marchand, Cory McKay, Olivier |  | 3:23 |
| 15. | One Mic (Remix) (Produit par Ty Fyffe)                                                              | Tyrone Fyffe, Jones, James Mtume                                               |  | 4:34 |

## Classement
| Pays / classement (2002)                      | Meilleure position |
| --------------------------------------------- | ------------------ |
| France - SNEP                                 | 104                |
| Suisse - Schweizer Hitparade                  | 50                 |
| États-Unis - Billboard 200                    | 10                 |
| États-Unis - Billboard Top R&B/Hip-Hop Albums | 3                  |